# Ferrovia Villamar-Ales
La ferrovia Villamar-Ales era una linea ferroviaria a scartamento ridotto della Sardegna.

## Storia

La stazione di Ales durante gli anni di attività della linea)

La Villamar-Ales nacque per iniziativa delle Ferrovie Complementari della Sardegna negli anni immediatamente precedenti la prima guerra mondiale, come unica diramazione della Isili-Villacidro. Costruita come il resto delle ferrovie secondarie in Sardegna a binario non elettrificato a scartamento da 950 mm, la linea, basata su un progetto degli ingegneri sardi Stanislao Scano, Dionigi Scano e Gracco Tronci, fu inaugurata, come la principale, il 21 giugno 1915. In quegli anni i vagoni partiti dal capolinea di Ales, nell'oristanese, percorrevano i 26 km di questa linea che attraversava la Marmilla giungendo a Villamar, dove la linea si univa alla Isili-Villacidro, e dove i convogli provenienti dalla diramazione venivano uniti ai treni provenienti dal Sarcidano per procedere poi in direzione Sanluri Stato (da dove si poteva poi prendere il treno delle ferrovie reali, in seguito delle FS, per Cagliari) e Villacidro.
Come la linea principale la Villamar-Ales fu chiusa e sostituita da autocorse il 5 settembre 1956, inaugurando la lista delle dismissioni nella rete ferroviaria a scartamento ridotto della Sardegna che sarebbero seguite nei lustri successivi.

## Caratteristiche
| Unknown route-map component "exCONTg" |

| Unknown route-map component "exBHF" |

| Unknown route-map component "exCONTgq" | Unknown route-map component "exABZgr" |  |

| Unknown route-map component "exBHF" |

| Unknown route-map component "exBHF" |

| Unknown route-map component "exBHF" |

| Unknown route-map component "exHST" |

| Unknown route-map component "exBHF" |

| Unknown route-map component "exHST" |

| Unknown route-map component "exKBHFe" |